# Dijan Petkow
Dijan Petkow Dimow (bulgarisch Диян Петков Димов, auch Diyan Petkov Dimov; * 4. August 1967 in Burgas, Bulgarien) ist ein bulgarischer Fußballtrainer und ehemaliger Fußballspieler. Derzeit (2012) arbeitet er als Fußballscout für den FC Tschernomorez Burgas.

## Karriere
Dijan Petkow begann seine Karriere in der Jugendmannschaft von Neftochimik Burgas. Schon mit 16 spielte er sein erstes Spiel für die erste Mannschaft seines Heimatvereins. 1988 wechselte er zum zweiten burgasser Traditionsverein, der FC Tschernomorez Burgas. Ab 1993 spielte er für den Plowdiwer und ab 1994 für den Sofioter Eisenbahnklub. Dijan Petkow hat insgesamt 268 Spiele und 64 Tore in der höchsten bulgarischen Liga, der A Grupa.
Er wurde mit Lokomotive Plowdiw bulgarischer Vizemeister und Pokalsieger. 2009 war er Trainer vom Erstligisten OFK Sliwen 2000. Zuvor war er bereits als Trainer bei FK Pomorie, FC Tschernomorez Burgas und Naftex Burgas tätigt. Zwischen Ende 2010 und Oktober 2011 war Petkow Trainer des sofioter Klub Lokomotive Sofia, als nach einer Serie von Niederlagen seinen Vertrag aufgelöst wurde. In dieser Zeit führte er den Klub in die Europa League.